# Tetramorium crepum
Tetramorium crepum är en myrart som beskrevs av Wang och Wu 1988. Tetramorium crepum ingår i släktet Tetramorium och familjen myror. Inga underarter finns listade i Catalogue of Life.